# Okręty desantowe typu Galicia
Okręty desantowe typu Galicia – hiszpańskie okręty desantowe-doki (ang. Landing Platform Dock). Okręty powstały we współpracy z Holandią i mają konstrukcję podobną do okrętów desantowych typu Rotterdam. Zbudowano dwa okręty tego typu, z których pierwszy wszedł do służby w 1998.

## Historia
W 1991 Holandia i Hiszpania rozpoczęły prace nad nowym projektem wspólnego typu okrętu desantowego. W pracach wykorzystano doświadczenia wyniesione z budowy jednostek dla rynku cywilnego. Projekt jednostek był gotowy w 1993. Okręty dla Holandii nieznacznie różniły się od tych przeznaczonych dla Hiszpanii, miały większą długość i wyporność, a także inne rodzaj siłowni. 
W 1994 Ministerstwo Obrony Hiszpanii złożyło zamówienie w stoczni Bazan na budowę pierwszej jednostki typu która otrzymała imię "Galicia". Zamówienie na budowę drugiej jednostki "Castilla" zostało złożone w tej samej stoczni w 1997. "Galicia" weszła do służby w 1998. Bliźniacza jednostka "Castilla" weszła do służby w 2000. Okręty przystosowane są do transportu batalionu wojska wraz z wyposażeniem który na atakowany brzeg może być dostarczony za pomocą barek desantowych lub śmigłowców. 
Oprócz misji wojskowych przewidziano także funkcje transportowe i logistyczne na wypadek klęsk żywiołowych i kryzysów humanitarnych.